# Tiébélé
Tiébélé ist eine Gemeinde im westafrikanischen Staat Burkina Faso und gleichzeitig Name des dazugehörigen Departements. Sie liegt im Süden des Landes in der Region Centre-Sud sowie der Provinz Nahouri, hat inklusive der 66 zum Gemeindegebiet zählenden Dörfer 54.104 Einwohner (Zensus 2006) und wird vor allem von der ethnischen Gruppe der Kassena besiedelt.
Bekannt ist Tiébélé durch die Architektur ihrer Gehöfte und die Wandbemalungen, die von den Kassena-Frauen durchgeführt werden. Sie benutzen dazu schwarze Farbe, die aus Graphitpulver und Wasser gemischt wird, sowie weiße Farbe, die mit Hilfe von Specksteinen gewonnen wird. Die Farbe wird auf einen roten Untergrund aus Lehm, Wasser und Néré-Schoten aufgetragen. Heute wird aber auch immer häufiger Teer anstelle von Lehm verwendet. Als Motive dienen Muster und Symbole, die entweder dem Alltagsleben oder der religiösen Symbolik entnommen sind.
In Tiébélé liegt auch das Gehöft des Königs (Cour Royale) der Kassena, Poawê I., das besichtigt werden kann.